# Clytocera chionospila
Clytocera chionospila är en skalbaggsart som beskrevs av Charles Joseph Gahan 1906. Clytocera chionospila ingår i släktet Clytocera och familjen långhorningar. Inga underarter finns listade i Catalogue of Life.